# Maximale transmissie-eenheid
De maximale transmissie-eenheid (MTU, Engels: Maximum transmission unit) is de grootste data-eenheid die door een TCP/IP netwerk kan worden afgeleverd.
Een MTU omvat het datapakket en de TCP/IP headers, maar niet specifieke (fysieke) kanaaloverhead. Als een frame groter is dan de MTU kan het pakket mogelijk niet worden afgeleverd. Dit kan worden opgelost door de pakketten te fragmenteren, of vanaf de zender voldoende klein te houden. Als voor IPv4 het DF-bit is ingeschakeld (do not fragment) kan een te groot pakket niet worden afgeleverd. Om performantieredenen werd voor IPv6 beslist om pakketten niet te fragmenteren.
Ethernet heeft een MTU van 1500 byte, voor VDSL PPPoE bedraagt de MTU 1492 byte, de minimum grootte voor IPv4 is 576 en voor IPv6 1280.
Snelle netwerken hebben een grotere MTU (omdat de transmissieduur beperkt kan blijven).
Grote pakketten hebben minder overhead (32 byte TCP/IP header per pakket). Kleine pakketten worden vlugger afgeleverd. Daarom zal data transfer gebruik maken van grote pakketten, en VoIP gebruikt kleinere pakketten (iedere 20 ms moet een voice pakket kunnen worden ontvangen).